# 奧蘭特 (加利福尼亞州)
奧蘭特（英語：Aurant）是位於美國加利福尼亞州洛杉磯縣的一個非建制地區。該地的面積和人口皆未知。

## 地理
奧蘭特的座標為34°04′41″N 118°09′51″W / 34.07806°N 118.16417°W，而該地的平均海拔高度為132米（即433英尺）。